# Zapatera (volcán)
Para el parque nacional, véase Parque Nacional Archipiélago de Zapatera.
Zapatera (Xomotename) es un volcán en escudo que forma la isla Zapatera situada dentro del Gran Lago de Nicaragua o Cocibolca cerca de su costa sur occidental.
Zapatera y diez islotes cercanos conforman el Parque Nacional Archipiélago de Zapatera una de las áreas protegidas de Nicaragua.